# Four in the Morning (I Can't Take Any More)
Four in the Morning (I Can't Take Any More) è un singolo del gruppo musicale statunitense Night Ranger, il secondo estratto dal loro terzo album 7 Wishes nel 1985.

## Tracce
1. Four in the Morning (I Can't Take Any More) – 3:32
2. This Boy Needs to Rock – 3:57

## Formazione
- Jack Blades – voce, basso
- Jeff Watson – chitarra
- Brad Gillis –  chitarra
- Alan Fitzgerald – tastiere
- Kelly Keagy – batteria, voce

## Classifiche
| Classifica (1985)             | Posizione massima |
| ----------------------------- | ----------------- |
| Stati Uniti                   | 19                |
| Stati Uniti (mainstream rock) | 13                |